# Península de La Guajira

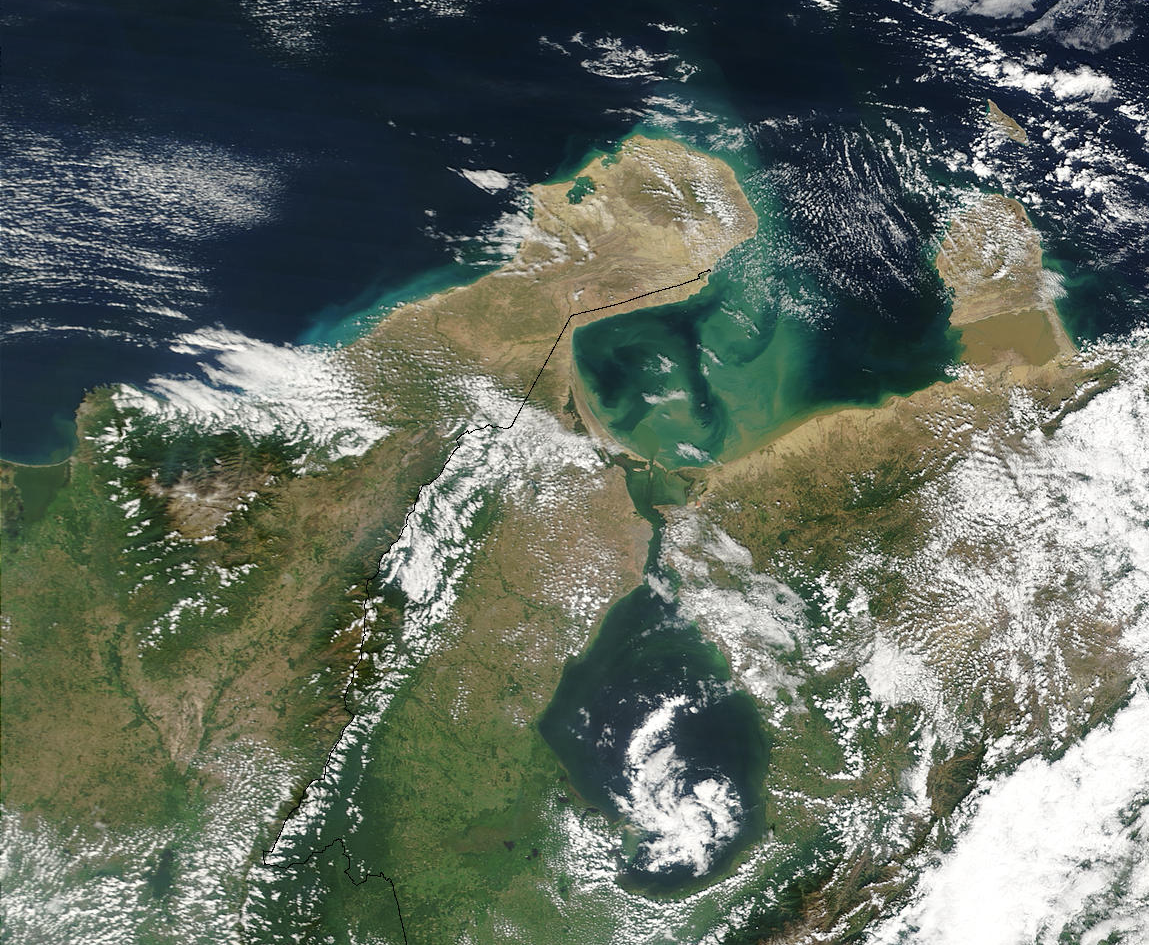
Imagem de satélite da península de La Guajira

Mapa da região do lago Macaraivo, que inclui a península de La Guajira

La Guajira, ou simplesmente Guajira é a mais setentrional das penínsulas sul-americanas. Está situada entre o Golfo da Venezuela e o Mar do Caribe, primariamente no extremo norte-oriental da Colômbia, no departamento do mesmo nome, a não ser por uma pequena porção no noroeste da Venezuela. Sua superfície soma cerca de 25 000 km². Por sua localização recebe o influxo ressecante dos ventos alísios, e o clima local tende à aridez.
O relevo da península é modesto, sua maior expressão sendo a serrania de Macuira, que tem a característica de ser obscurecida por constantes névoas.
A fauna se caracteriza por várias espécies de veados e abundantes números de aves, entre as quais se distingue o flamingo. As águas costeiras são notadamente piscosas. A flora consiste principalmente de espécies xerófilas.
Seu povo nativo são os Povo Wayuu, que, ao contrário de outras etnias indígenas, puderam resistir à colonização europeia, retendo assim sua língua e costumes.
Foi objeto de uma disputa histórica entre a Venezuela e a Colômbia até o final do século XIX, disputa finalizada com a sentença arbitral de 1881, quando grande parte da região foi declarada como pertencente à Colômbia, ratificado no tratado limítrofe de 1941.